# かぶと岩展望台

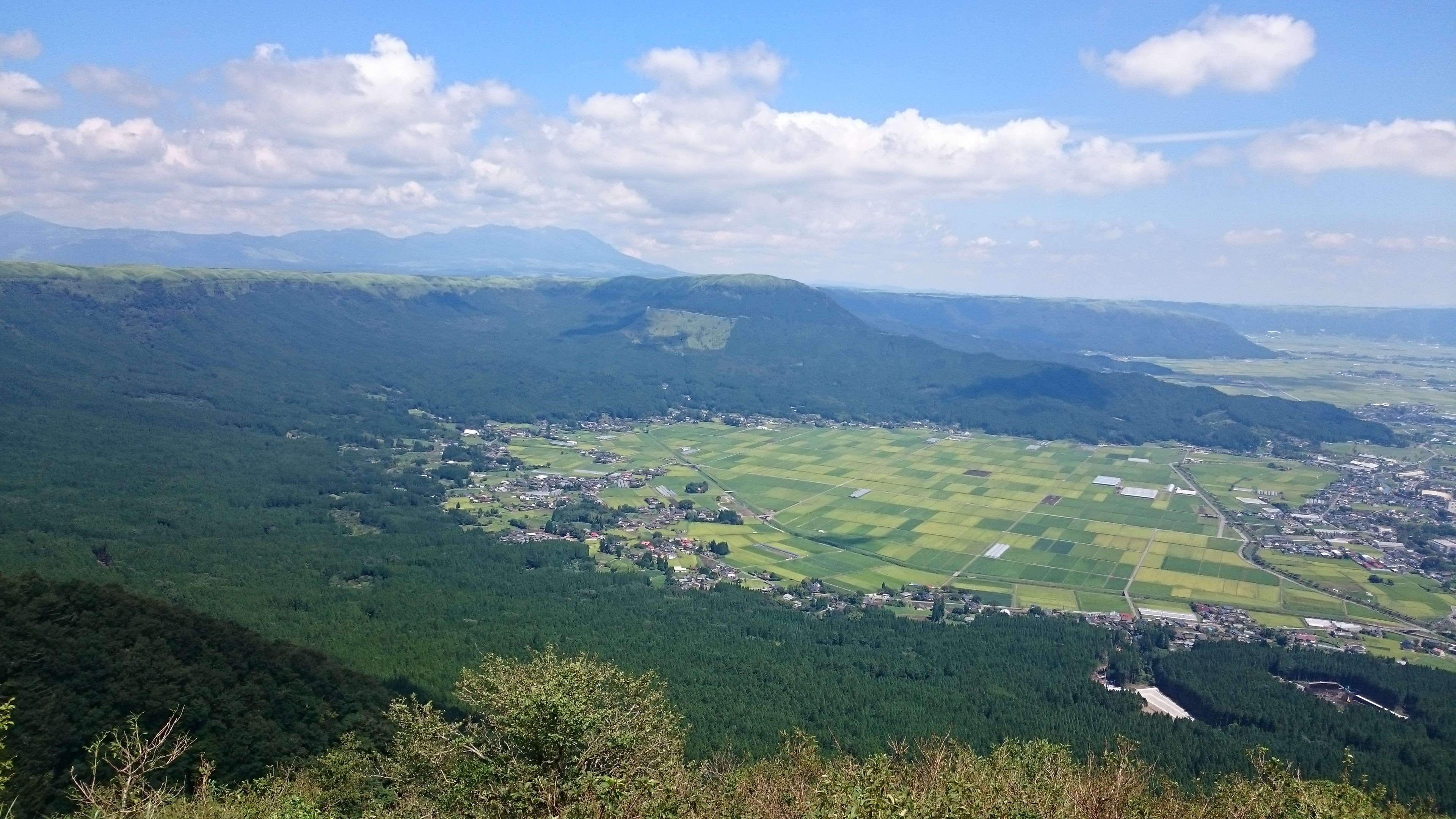
かぶと岩展望台より大観峰方面(東)を望む

かぶと岩展望台（かぶといわてんぼうだい）は、熊本県阿蘇市西小園にある展望台で、阿蘇カルデラの北西の外輪山に位置する。大観峰からカルデラ内の阿蘇市街や阿蘇火山の中央火口丘である阿蘇五岳を一望でき、遠くには祖母山や九重山の姿も見える。
カルデラの外側の平坦地には牧場や牧草地、草原が一面に広がる。展望台から60m程度のところに熊本県道339号北外輪山大津線が走っている。

## 交通アクセス
- JR九州豊肥本線内牧駅よりタクシーで30分。
- 九州自動車道熊本インターチェンジより32㎞。